# 사가라 소
사가라 소(さがら 総, 1986년 8월 22일 - )는 일본 도쿄도에 거주하는 라이트 노벨 작가이다.

## 인물
- 2010년, "변태왕자와 웃지 않는 고양이."로 제 6회 MF문고 J 라이트 노벨 신인상 최우수상을 입상하여 데뷔했다. 또, 수상 당시의 펜네임은 「天出だめ」였다.
- 취미는 쇼기. 실력은 아마추어 삼단.[1]
- "이 라이트 노벨이 대단해!" 2012의 인터뷰에서 학원 강사를 하고 있다고 말했다.[2]

## 작품

### 소설
- 변태왕자와 웃지 않는 고양이. 시리즈 (MF문고 J)[3]
- 쓰레기와 금화의 퀄리디아 (대시 엑스 문고) 와타리 와타루와 공동 집필
- 외로움쟁이의 로리페라투(さびしがりやのロリフェラトゥ) (가가가 문고)
- 그런 세계는 부수어버려라 -퀄리디아 코드- (MF문고 J)

노벨 앤솔로지
- 나는 친구가 적다 유니버스 (MF문고 J, 단편 "쇼기는 너무나도 즐겁구나!" 수록)

### 만화
- 코마히비키(駒ひびき) (월간 드래곤 에이지, 무라사키 유키야와의 공동 원작, 미즈토리 나야 작화, 타카하시 미치오 쇼기 감수)

### 그외
- 그란 크레스트 리플레이 라이브 시리즈 라이브 팩토리 (후지미 드래곤 북, 야노 슌사쿠 집필, 플레이어 역 - 니아)